# Великан (мыс)
Мыс Велика́н — памятник природы регионального значения Сахалинской области, образован решением Сахалинского облисполкома, памятник природы расположен на юго-востоке Сахалина, восточное побережье Тонино-Анивского полуострова. Представляет собой территорию типичного участка абразионного побережья с непропусками, классического типа абразионными останцами и живописным бенчем.
Основные черты природы: прибрежная морская терраса.
Охраняемые объекты: елово-пихтовые леса на морской террасе, скальная растительность. На выступающих скалах бенча — залежки тюленей, птичьи колонии.

## Галерея
Фотографии Екатерины Васягиной и Ирины Гришиной:

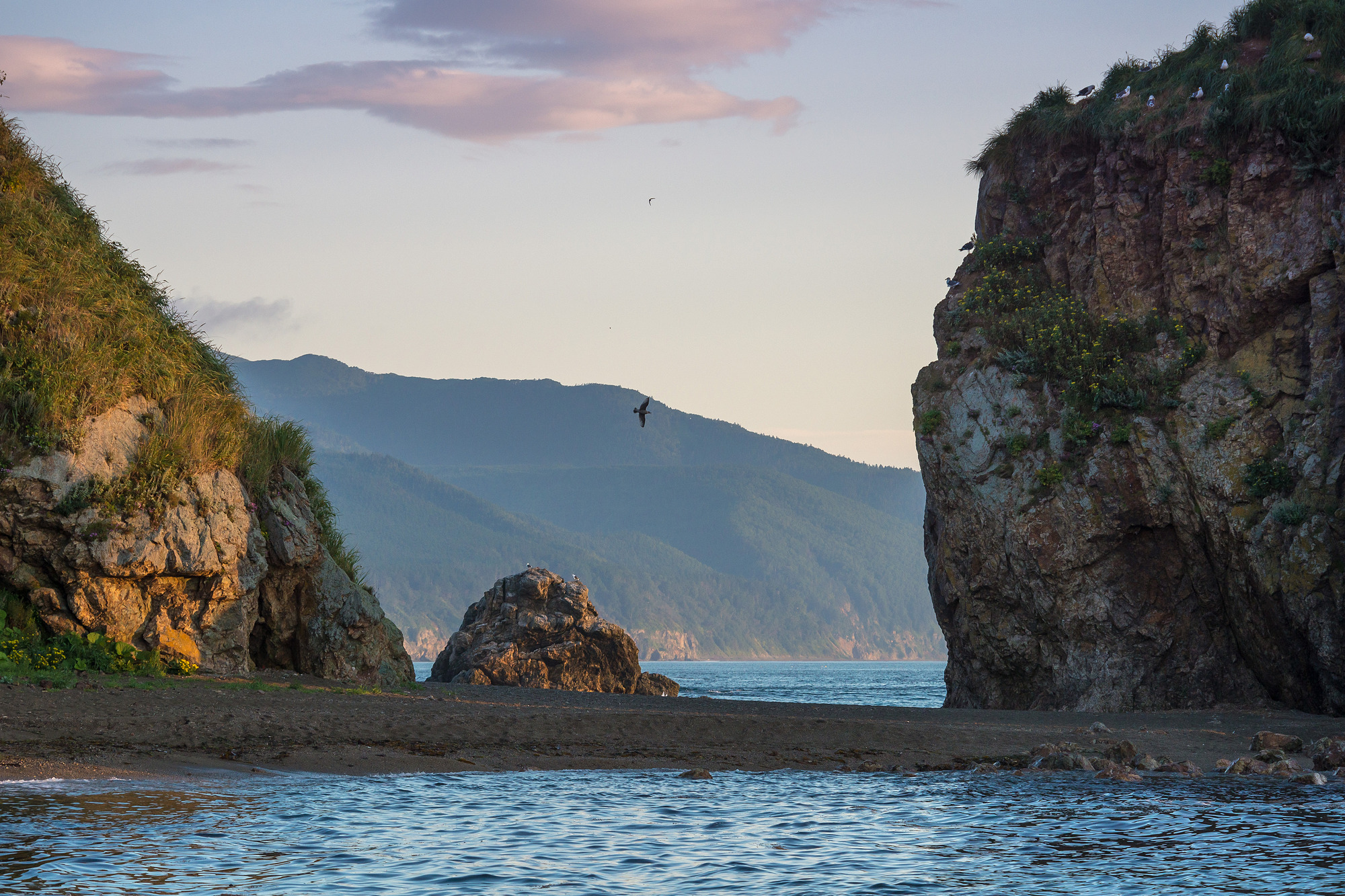
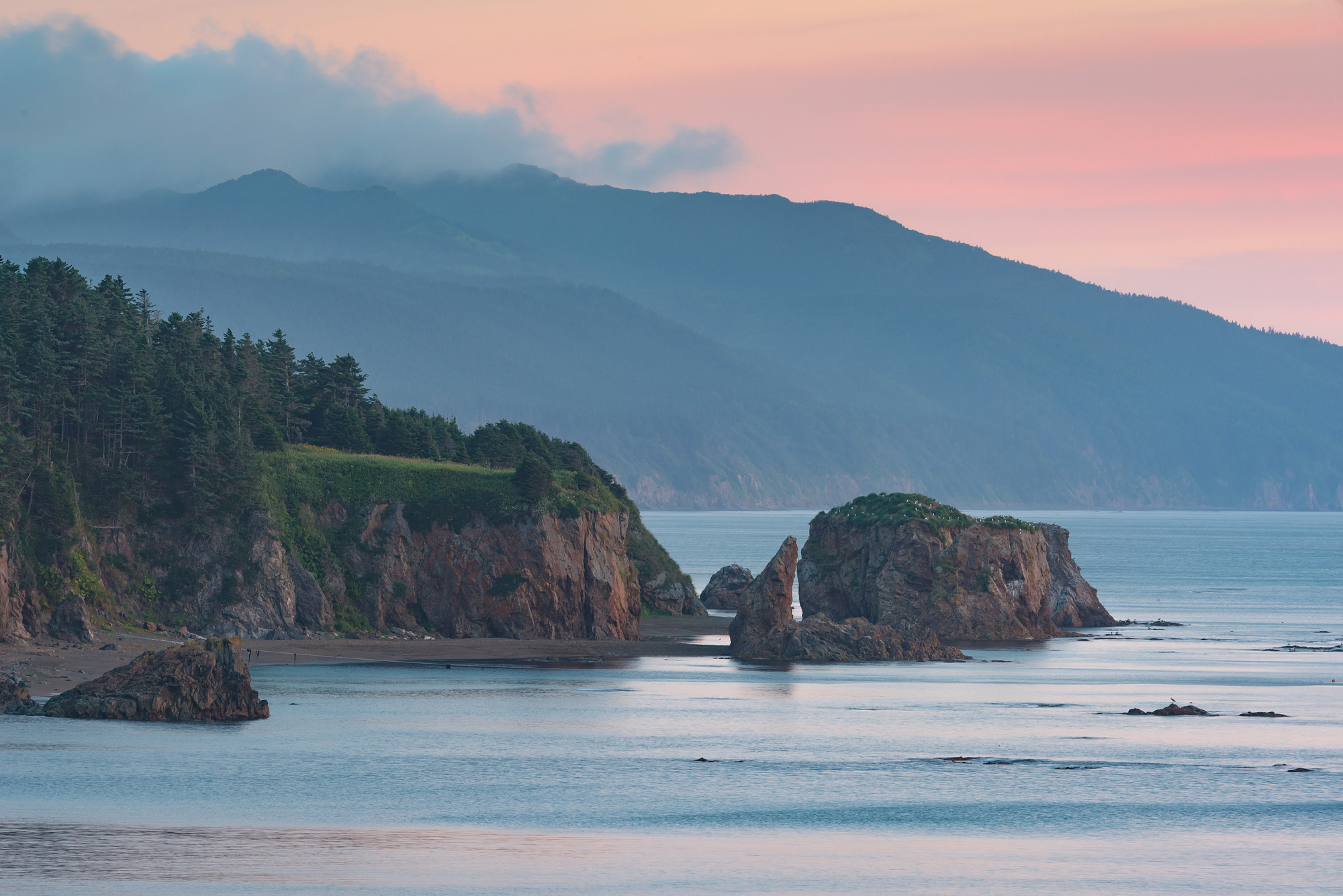
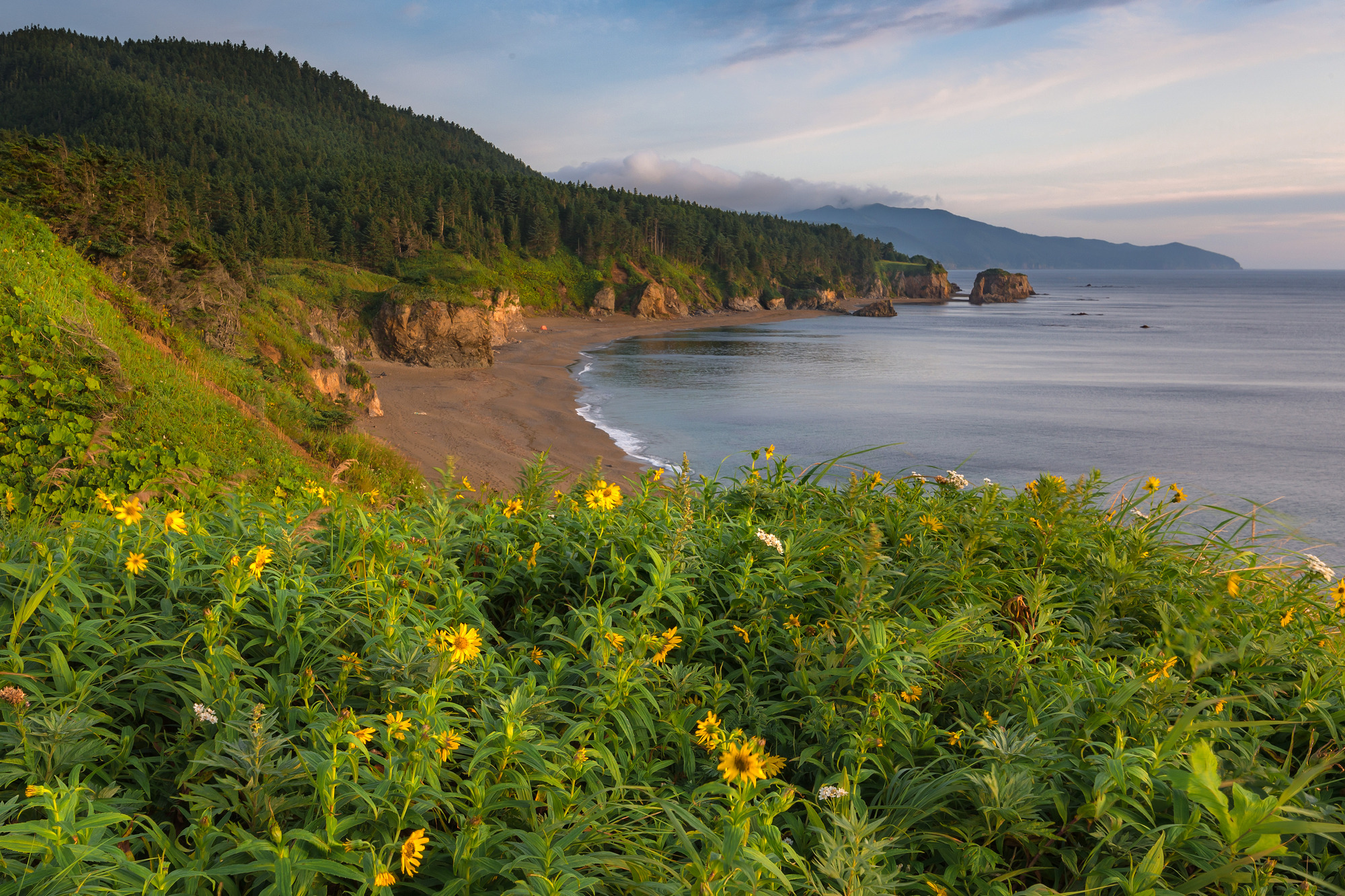
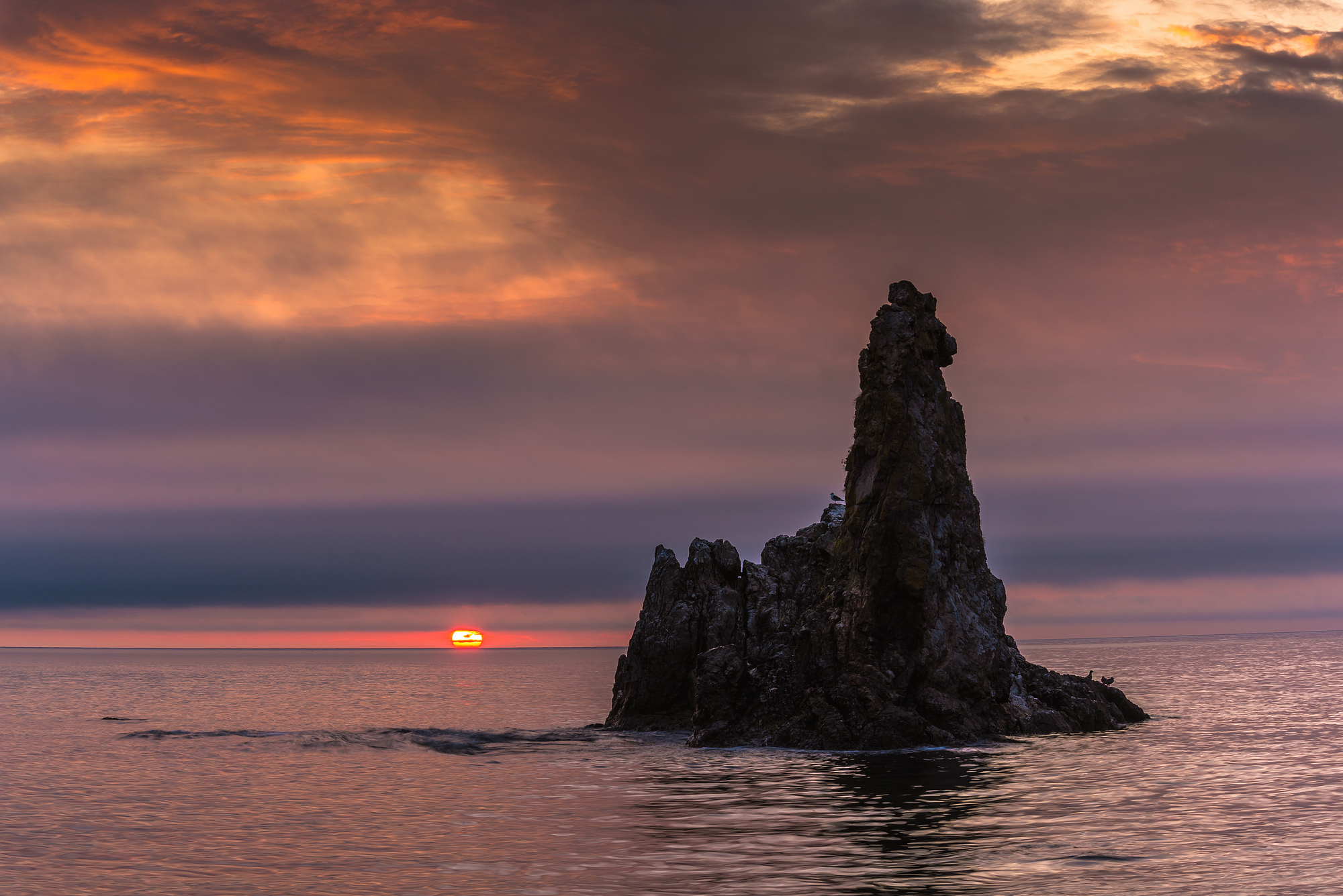
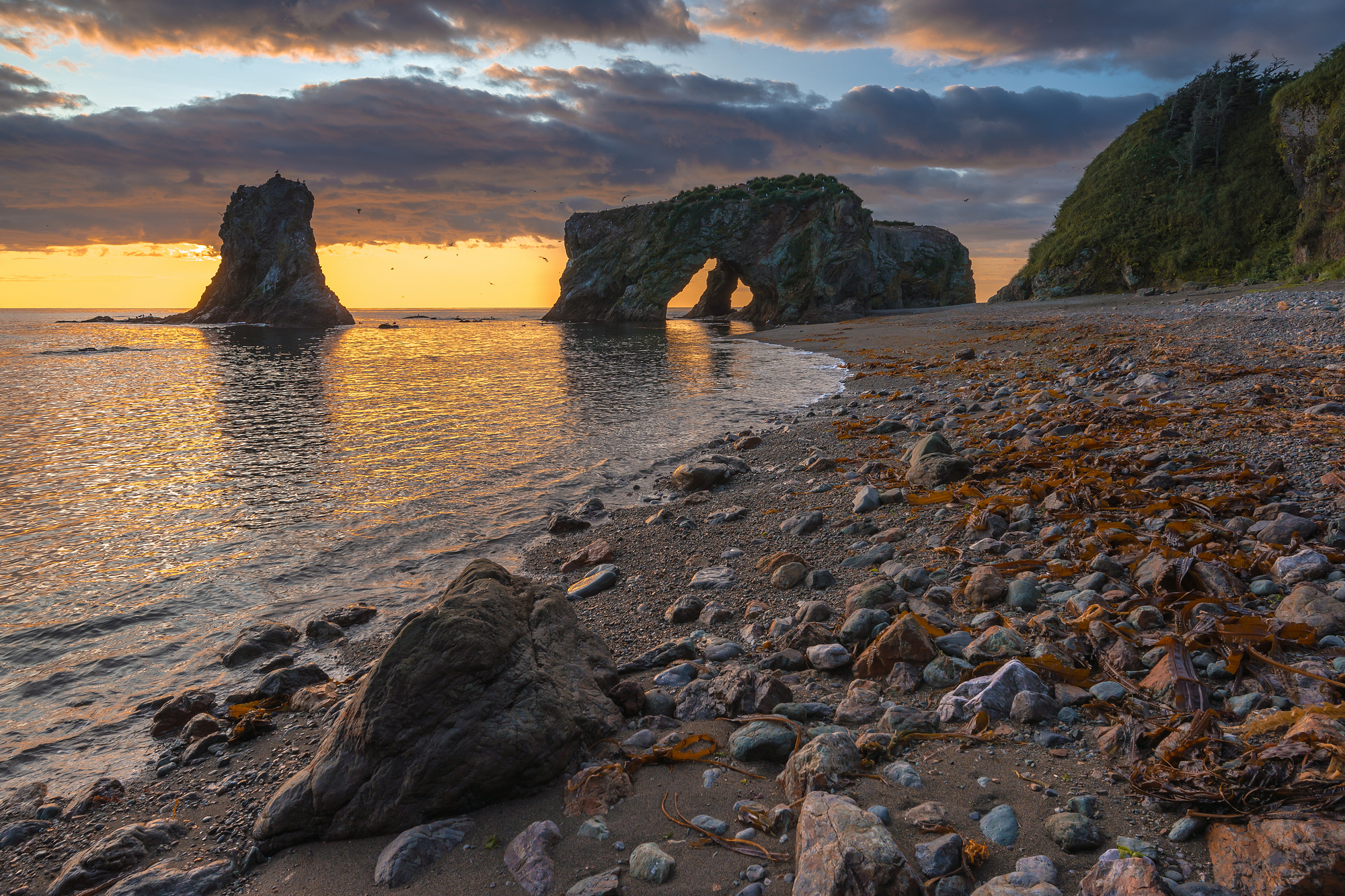
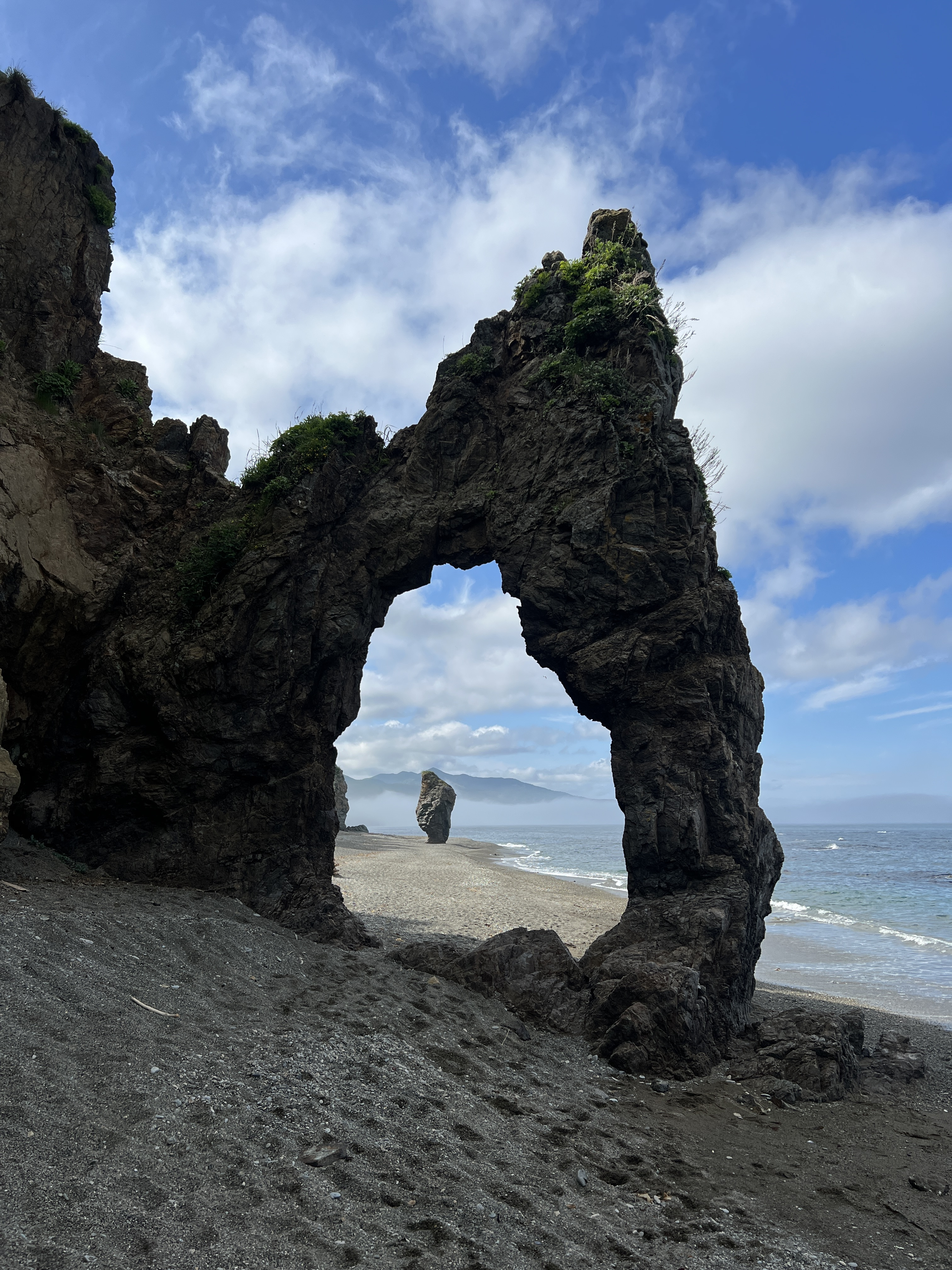